# Meg Mathews

Meg Mathews

Meg Mathews (sinh ngày 14 tháng 3 năm 1966) là một nhà hoạt động và doanh nhân người Anh gốc Nam Phi. Cô trở nên nổi tiếng trong làng nhạc Britpop khi làm việc trong ngành quản lý âm nhạc. Năm 2018, cô đã ra mắt MegsMenopause, một nền tảng dành riêng để phá bỏ sự kỳ thị xung quanh thời kỳ mãn kinh.

## Tuổi thơ và sự nghiệp
Mathews được sinh ra ở Guernsey với cha mẹ Christine và Stan. Cô lớn lên ở Nam Phi từ năm 9 tuổi, sau đó theo học trường nội trú ở Norwich. Cô chuyển đến London năm 18 tuổi và bắt đầu làm việc trong ngành thời trang PR. Cuối cùng, cô bắt đầu làm việc trong lĩnh vực quản lý âm nhạc tại Def Jam Records.
Mathews sau đó tham gia kinh doanh thiết kế nội thất, với các khách hàng bao gồm Cher, Jo Wood, Kate Moss và Nick Grimshaw. Khi cô giải thích: "Tôi đã quay trong Hello khi tôi nâng cấp ngôi nhà cũ của mình. Tôi đang đi xuống phố Regent thì điện thoại của tôi reo và đó là Victoria Beckham. Cô ấy nói rằng cô ấy đã thấy tính năng này và muốn để biết ai đã thiết kế giấy dán tường. Tôi nói với cô ấy là tôi và cô ấy đã yêu cầu tôi đến và làm nhà cho cô ấy. Tôi đã tạo ra một hình nền một lần cho cô ấy, và đó là khách hàng thiết kế nội thất đầu tiên của tôi. " 
Năm 2014, Mathews bắt đầu làm việc cho PETA với tư cách là Người liên lạc nổi tiếng của họ, tích cực vận động cho quyền động vật. Trong thời gian ở đó, cô đã thiết kế một chiếc túi xách thuần chay với công ty phụ kiện Wilby, với số tiền thu được sẽ gửi đến PETA.

## Sự nghiệp hiện tại
Hiện tại, Mathews đã dành thời gian của mình để phá bỏ sự kỳ thị xung quanh thời kỳ mãn kinh thông qua nền tảng của cô, MegsMenopause Lưu trữ ngày 15 tháng 7 năm 2019 tại Wayback Machine, ra mắt vào tháng 1 năm 2018. Cô đã xuất hiện trên Loose Women, BBC Radio, Lorraine và Jeremy Vine để quảng bá cho nguyên nhân. Theo trang web của cô, "Meg bước sang tuổi năm mươi và bắt đầu trải qua những triệu chứng đầu tiên của thời kỳ mãn kinh. Cô đã bị sốc vì thiếu sự hỗ trợ và hiểu biết cho phụ nữ trong thời gian này. thời gian trong cuộc sống của họ và thực hiện nhiệm vụ của mình là phá bỏ sự kỳ thị xung quanh thời kỳ mãn kinh. " 